# 扎巴里涅 (扎切皮利夫卡區)
49°10′25″N 35°24′59″E / 49.17361°N 35.41639°E
扎巴里內（烏克蘭語：Забарине）是位於烏克蘭東部的村莊，由哈爾科夫州别列斯京区的扎切皮利夫卡市鎮負責管轄。該村始建於1800年，面積1.15平方公里，海拔高度90米，2001年人口396，人口密度每平方公里345.3人。